# ジャパン・ライツ・クリアランス
株式会社ジャパン・ライツ・クリアランス（英語: Japan Rights Clearance Inc.、JRC）は、かつて存在した委託により音楽の著作権を管理していた企業。
2001年施行の著作権等管理事業法をうけて、それまで日本音楽著作権協会（JASRAC）が独占していた音楽著作権管理事業に参入した。プロモーション、試聴等を目的とする楽曲無料配信の使用料についてもいち早く対応している。
2007年、プロバイダ責任制限法における信頼性確認団体に認定される。
2016年2月1日にイーライセンスを存続会社として合併し、「株式会社NexTone」となった。